# شاخه‌های پایه (روان‌شناسی)
برخی پژوهش‌های انجام شده در روانشناسی بسیار تئوریک هستند و لزوماً در جامعه، کاربردی انگاشته نمی‌شوند. روانشناسی شناختی و روانشناسی زیستی در این شاخه قرار می‌گیرند. در واقع روانشناسی کاربردی بر اساس داده‌های شاخه‌های پایه، پی‌ریزی می‌شود.